# Christdemokraten für das Leben
Christdemokraten für das Leben (CDL) ist eine 1985 gegründete bundesweite Initiative mit über 5.000 Mitgliedern, darunter zahlreiche Bundestags- und Landtagsabgeordnete. Sie steht den Unionsparteien nahe und ist im Rahmen eines christlich verstandenen Menschenbildes Teil der Lebensrechtsbewegung. Die CDL-Bundesgeschäftsstelle hat ihren Sitz in Nordwalde bei Münster.

## Geschichte und Arbeitsweise
Die CDL beschäftigt sich vor allem mit dem Thema Schwangerschaftsabbruch und setzt sich mit aktuellen bioethischen Fragestellungen wie PID, Sterbehilfe, dem Post-Abortion-Syndrom, der Familienpolitik und medizinischem oder reproduktivem Klonen auseinander. Die CDL wurden 1985 durch Mitglieder der Unionsparteien gegründet, welche sich für einen uneingeschränkten Schutz von menschlichen Embryonen insbesondere vor Eingriffen aus medizinischen, elterlichen oder wissenschaftlichen Interessen einsetzt. Die Christdemokraten für das Leben sehen „sich dem christlichen Menschenbild verpflichtet“.
Sowohl auf Bundesebene als auch auf Europäischer Ebene arbeiten die Christdemokraten für das Leben mit anderen Organisationen der Lebensrechtsbewegung zusammen und ist Teil des Bundesverband Lebensrecht. Die CDL trat als Veranstalter des „Marsch für das Leben“ in Annaberg-Buchholz auf, bis 2016 der Trägerverein „Lebensrecht Sachsen“ von den Organisatoren gegründet wurde.
Obwohl die CDL eine Sonderorganisation der Unionsparteien war, wird ein Beitritt für Parteilose ermöglicht. Mehrmals jährlich werden die Mitglieder der CDL per Post durch die Mitgliederzeitung CDL Aktuell informiert. Dazu besteht ein Lebensrechtsnewsletter. Mitgliedsbeiträge können laut Satzung erhoben werden, dieses ist allerdings momentan freiwillig.
Am 27. August 2018 entzogen Präsidium und Bundesvorstand der CDU den Christdemokraten für das Leben und dem Wirtschaftsrat der CDU den Status als Sonderorganisationen der Partei.

## Funktionsträger und bekannte Mitglieder

### Bundesvorstand
Der Vorstand der CDL setzt sich zusammen aus dem geschäftsführenden Vorstand, den Beisitzern und den Vorsitzenden der Landesverbände.
- Gründungsvorsitzende Johanna Gräfin von Westphalen (1936–2016)
- Bundesvorsitzende Susanne Wenzel
- Ehrenvorsitzende Mechthild Löhr
- Stellvertretende Vorsitzende Odila Carbanje
- Stellvertretender Vorsitzender Hubert Hüppe, MdB und ehemaliger Beauftragter der Bundesregierung für die Belange behinderter Menschen
- Stellvertretender Vorsitzender Patrick Sensburg
- Schriftführerin Gertrud Geißelbrecht
- Schatzmeisterin Christiane Lambrecht
- Beauftragte für Presse- und Öffentlichkeitsarbeit Friederike Hoffmann-Klein

### Landesverbände
- Landesverband Baden-Württemberg: Vorsitzender Josef Dichgans
- Landesverband Bayern: Vorsitzende Christiane Lambrecht
- Landesverband Berlin: Vorsitzender Stefan Friedrich
- Landesverband Hamburg: Vorsitzender Hinrich E. Bues
- Landesverband Hessen: Vorsitzende Cornelia Kaminski (auch Vorsitzende der Aktion Lebensrecht für Alle und kooptiertes Mitglied im Landesvorstand der CDU Hessen)
- Landesverband Niedersachsen: Vorsitzender Hinrich Rohbohm (Redakteur der Jungen Freiheit)
- Landesverband Nordrhein-Westfalen: Vorsitzende Odila Carbanje
- Landesverband Rheinland-Pfalz: Vorsitzender Stefan Grieser-Schmitz (auch kooptiertes Mitglied im Landesvorstand der CDU RLP)
- Landesverband Saarland: Vorsitzende Irene Schäfer
- Landesverband Sachsen: Vorsitzender Daniel Kästner
- Landesverband Schleswig-Holstein: Vorsitzender Christian Wilhelm Mann

### Weitere bekannte Mitglieder
| - Axel W. Bauer (* 1955) - Monika Brudlewsky (* 1946) - Ansgar Focke (* 1982), Mitglied seit 2005 - Christian Hirte (* 1976) - Claus Jäger (1931–2013) war stellvertretender Vorsitzender CDL Landesverbandes Baden-Württemberg - Martin Kastler (* 1974) - Astrid Mannes (* 1967), 2002 wurde sie Mitglied im Bundesvorstand der Christdemokraten für das Leben (CDL), 2004 hessische Landesvorsitzende - Karl Michael Ortmann - Leo Peters (* 1944), Archivar und Historiker - Roland Rösler (1943–2020) - Jesko von Samson-Himmelstjerna (* 1973) - Marianne Würdinger (* 1934), Mitglied seit 1985 - Peter Tauber (* 1974), Generalsekretär der CDU 2013–2018 |